# Municipio de New Garden (Indiana)
El municipio de New Garden (en inglés: New Garden Township) es un municipio ubicado en el condado de Wayne en el estado estadounidense de Indiana. En el año 2010 tenía una población de 1977 habitantes y una densidad poblacional de 32,62 personas por km².

## Geografía
El municipio de New Garden se encuentra ubicado en las coordenadas 39°57′37″N 84°55′23″O / 39.96028, -84.92306. Según la Oficina del Censo de los Estados Unidos, el municipio tiene una superficie total de 60.62 km², de la cual 60,57 km² corresponden a tierra firme y (0,08 %) 0,05 km² es agua.

## Demografía
Según el censo de 2010, había 1977 personas residiendo en el municipio de New Garden. La densidad de población era de 32,62 hab./km². De los 1977 habitantes, el municipio de New Garden estaba compuesto por el 97,42 % blancos, el 0,81 % eran afroamericanos, el 0,05 % eran asiáticos, el 0,15 % eran de otras razas y el 1,57 % eran de una mezcla de razas. Del total de la población el 0,25 % eran hispanos o latinos de cualquier raza.